# Ardipithecus kadabba
 Ardipithecus kadabba  ist eine ausgestorbene Art der Menschenaffen aus Afrika, deren Knochenfunde zunächst auf ein Alter von 5,8 bis 5,2 Millionen Jahren datiert wurden, später auf 5,77 bis 5,54 Millionen Jahre. Der Erstbeschreibung zufolge stehen die Fossilien den gemeinsamen Vorfahren von Schimpansen und Menschen nahe, deren Entwicklungslinien sich molekularbiologischen Schätzungen zufolge vor 6,5 bis 5,5 Millionen Jahren trennten.

## Namensgebung
Die Bezeichnung der Gattung Ardipithecus ist teils aus der Afar-Sprache abgeleitet (von „ardi“ = Erdboden), teils aus dem Griechischen (von „πίθηκος“, altgriechisch ausgesprochen „píthēkos“ = Affe). Das Epitheton kadabba entstammt der Afar-Sprache und bezeichnet den Stammvater einer Familie. Ardipithecus kadabba bedeutet demnach sinngemäß „Ahnherr der Bodenaffen“.

## Erstbeschreibung
Holotypus von Ardipithecus kadabba ist ein rechtes Unterkiefer-Fragment mit einem erhaltenen Molar (M3) und fünf Zahn- bzw. Wurzelfragmenten mit der Inventarnummer ALA-VP-2/10. Die Erstbeschreibung aus dem Jahr 2001 stützt sich zusätzlich auf weitere Knochenfunde, die seit 1992 an insgesamt fünf Fundstellen in der Afar-Senke, Äthiopien, ausgegraben wurden und von zehn weiteren Individuen stammen. In der Erstbeschreibung durch Yohannes Haile-Selassie war Ardipithecus kadabba allerdings noch als Unterart von Ardipithecus ramidus ausgewiesen und als Ardipithecus ramidus kadabba bezeichnet worden. Erst 2004 wurde diese Benennung in einer gemeinsamen Publikation von Haile-Selassie und dem Entdecker von Ardipithecus ramidus, Tim White, revidiert.

## Merkmale
Diese Korrektur der anfänglichen Zuordnung der Fossilfunde als Unterart wurde damit begründet, dass Ardipithecus kadabba „primitivere“ Merkmale aufweise als die der Art Ardipithecus ramidus zugeordneten Fossilien. Ardipithecus kadabba zeige hierdurch zugleich eine größere Ähnlichkeit mit den Gattungen Sahelanthropus und Orrorin. Gestützt wurden diese Aussagen auf weitere Knochenfunde, die im November 2002 zutage kamen und auf ein Alter von 5,8 bis 5,6 Millionen Jahre datiert wurden.
Zugleich wurde betont, dass keine Hinweise auf das so genannte Honing gefunden wurden, also auf Schliffspuren an den Zähnen, wie sie von allen älteren Funden bekannt sind. Sie entstehen, wenn die Eckzähne beim Zubeißen gegeneinander reiben und so deren Spitze ständig nachschärfen. Um dieses „Honing“ ausführen zu können, weist das Gebiss neben jedem Eckzahn eine Lücke auf (Diastema), in die der Eckzahn des antagonistischen Kiefers hinein passt. Der Verlust dieses Merkmals wird als Argument für die Zuordnung der Funde zu jener Entwicklungslinie der Menschenaffen herangezogen, die später zu den Australopithecinen und schließlich zur Gattung Homo führte.
Schließlich wurde in der gleichen Publikation angemerkt, dass Ardipithecus, Sahelanthropus und Orrorin zum gleichen Formenkreis gehören und – nach dem Auffinden weiterer Fundstücke – möglicherweise einer einzigen Gattung zugeordnet werden könnten.
2008 wiesen Bernard Wood und Nicholas Lonerga darauf hin, dass die von anderen Arten der Hominini erheblich abweichenden Merkmale der Bezahnung von Ardipithecus kadabba dessen Zuordnung zu den Hominini als weniger gut begründet erscheinen lässt, als dies bei Ardipithecus ramidus der Fall ist.

## Habitat
Der Erstbeschreibung zufolge legen paläontologische Begleitfunde nahe, dass Ardipithecus kadabba in einem Habitat lebte, das aus Wäldern, baumbestandenen Savannen und offenen Wasserflächen bestand, wie es auch für Sahelanthropus beschrieben wurde.

## Belege
1. ↑  Cleveland Museum of Natural History: Webseite von Yohannes Haile-Selassie (Stand: 2016). (Memento vom 30. März 2018 im Internet Archive)
2. ↑  Yohannes Haile-Selassie: Late Miocene hominids from the Middle Awash, Ethiopia. In: Nature. Band 412, 2001, S. 178–181, doi:10.1038/35084063.
3. ↑  Yohannes Haile-Selassie, Gen Suwa, Tim White: Late Miocene Teeth from Middle Awash, Ethopia, and early hominid dental evolution. In: Science. Band 303, 2004, S. 1503–1505, doi:10.1126/science.1092978.
4. ↑  Bernard Wood, Nicholas Lonergan: The hominin fossil record: taxa, grades and clades. In: Journal of Anatomy. Band 212, Nr. 4, 2008, S. 356 f., doi:10.1111/j.1469-7580.2008.00871.x, Volltext (PDF; 292 kB) (Memento vom 29. Oktober 2013 im Internet Archive).
5. ↑  Giday WoldeGabriel et al.: Geology and palaeontology of the Late Miocene Middle Awash valley, Afar rift, Ethiopia. In: Nature. Band 412, 2001, S. 175–178, doi:10.1038/35084058.